# Pernille Fischer Christensen

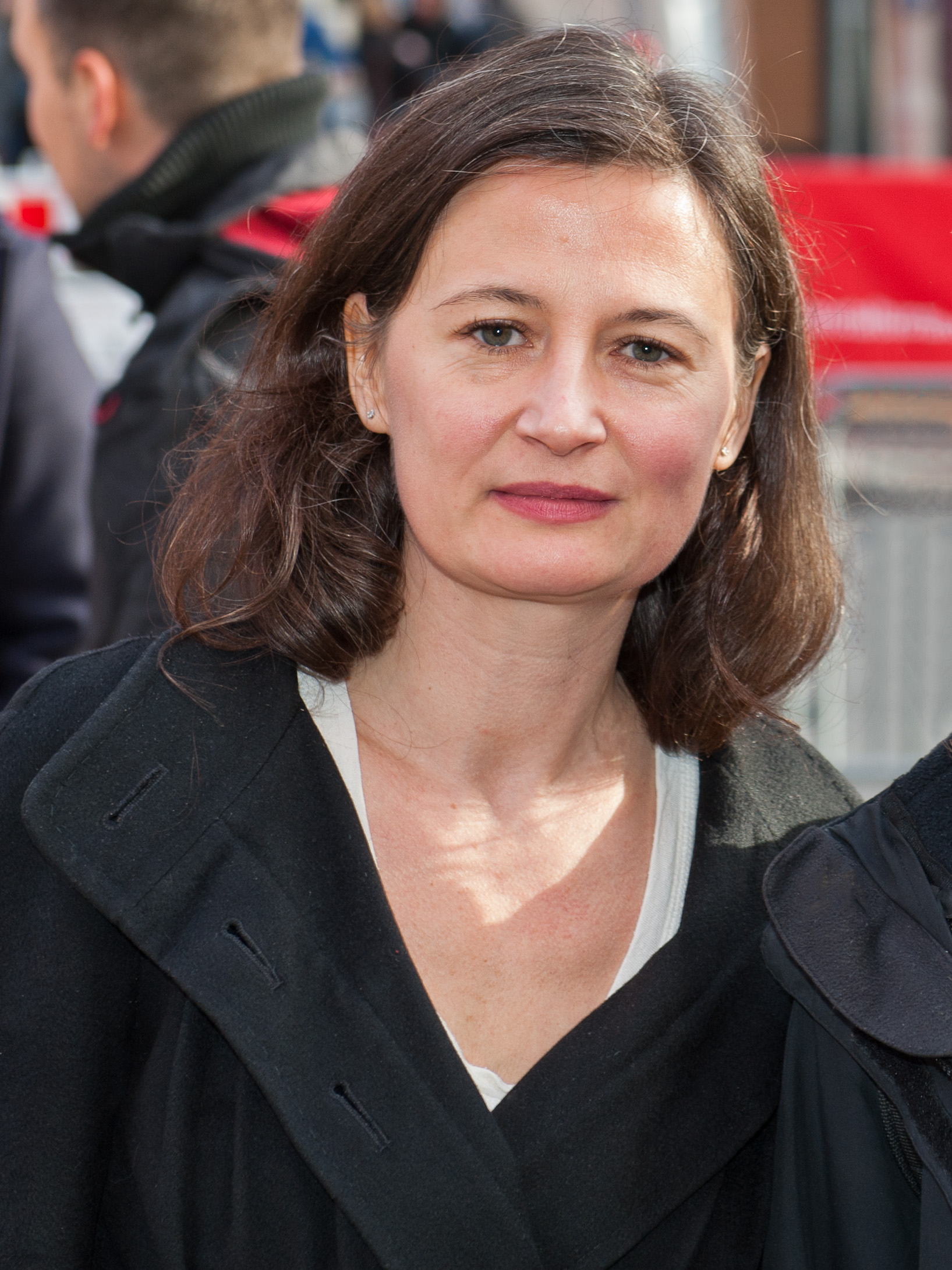
Pernille Fischer Christensen auf der Berlinale 2014

Pernille Fischer Christensen (* 24. Dezember 1969) ist eine dänische Regisseurin.

## Leben und Werk
Fischer Christensen besuchte bis 1999 die Danske Filmskole. Ihr Abschlussfilm Indien wurde ein Jahr später bei den Festspielen von Cannes mit dem Nachwuchspreis der Cinéfondation ausgezeichnet. 2003 erhielt sie den Robert für den Kurzfilm Habibti min elskede.
2006 erschien mit En Soap ihr erster abendfüllender Film. Mit ihm nahm sie am Wettbewerb der Berliner Filmfestspiele 2006 teil und konnte den Silbernen Bären gewinnen. Weitere Auszeichnungen erhielt der Film beim Filmfestival von San Sebastián und wurde 2007 mit dem Bodil als bester dänischer Film ausgezeichnet. 2008 eröffnete Fischer Christensen mit dem Spielfilm Der Tanz die fünfzigste Auflage der Nordischen Filmtage Lübeck, in dem sie die weibliche Hauptrolle erneut Trine Dyrholm anvertraute.
Auf der Berlinale 2010 stellt Pernille Fischer Christensen ihren neuesten Film Eine Familie im Wettbewerb vor.
Die Filmemacherin ist die ältere Schwester der Schauspielerin Stine Fischer Christensen, die sie in mehreren ihrer Kurzfilmarbeiten einsetzte.

## Filmografie
- 1997: Pigen som var søster (Kurzfilm)
- 1999: Indien (Abschlussarbeit Filmhochschule)
- 2002: Habibti min elskede (Kurzfilm)
- 2006: En soap
- 2008: Der Tanz (Dansen)
- 2010: Eine Familie (En familie)
- 2014: En du elsker
- 2018: Astrid
- 2020: Cry Wolf (Ulven kommer, dänische Fernsehserie, 2 Folgen)